# Burg Dottendorf

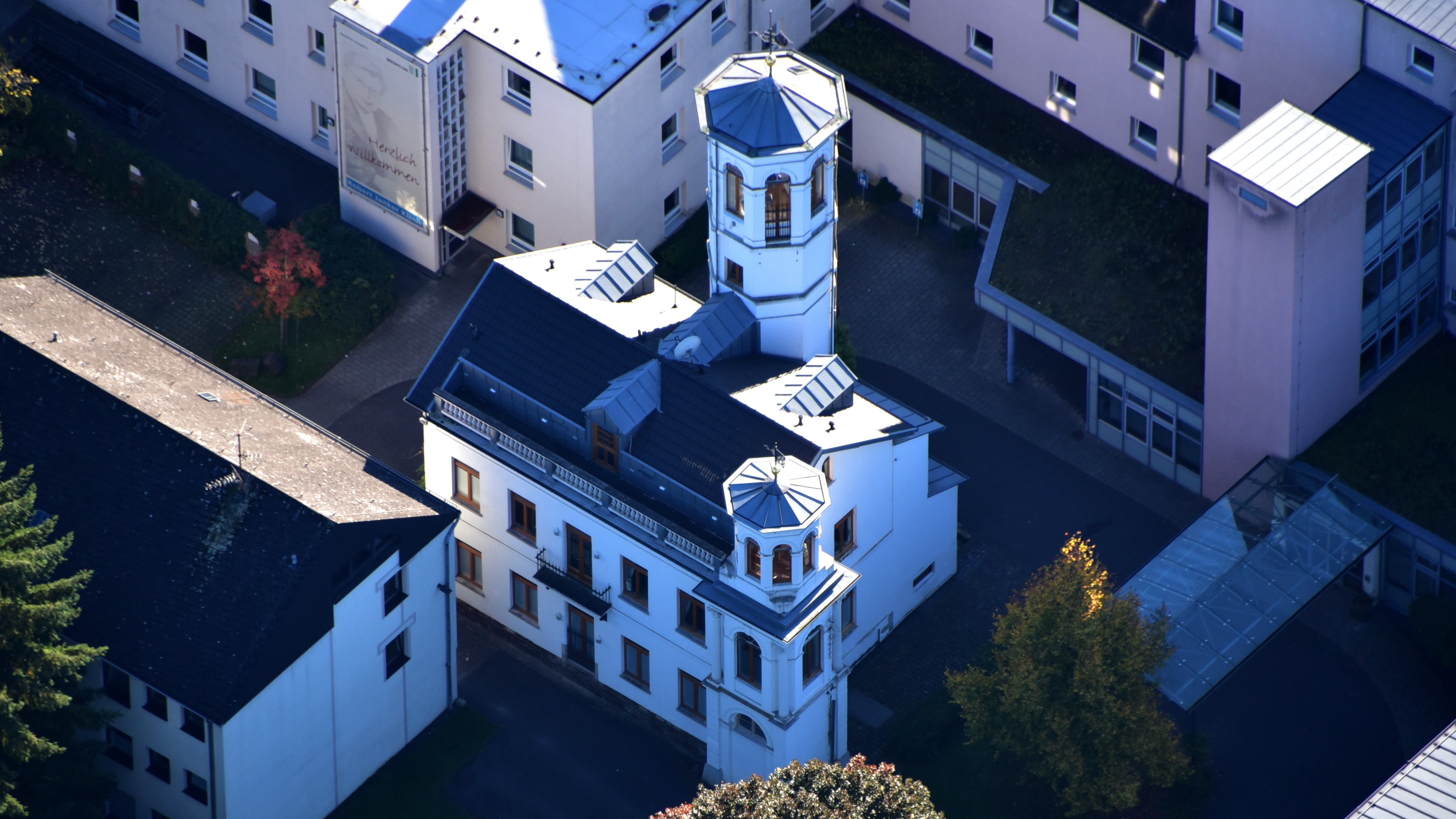
Burg Dottendorf, Luftaufnahme (2017)

Die Burg Dottendorf ist eine ehemalige Wasserburg im Bonner Ortsteil Dottendorf. Sie liegt an der Villenstraße (Hausnummer 6) nahe dem Quirinusplatz. Das heutige Gebäude steht als Baudenkmal unter Denkmalschutz.

## Geschichte
Die Burg Dottendorf war freiadeliger Rittersitz. Im Jahr 1491 wurde die Burg das erste Mal urkundlich erwähnt. Besitzer waren die Herren von Büchel. Seit 1684 befand sich die Burg im Besitz der Familie Wasserfass. Im Jahr 1850 erwarb der Endenicher Fabrikant Carl Baunscheidt die Ritterburg Dottendorf. Dieser ließ die alte Burg 1895 abreißen und einen völligen Neubau errichten. Das Anwesen befand sich anschließend im Besitz der Familie Boudriot.
Die Burg gehörte bis 2010 der Familie Heukamp, die die Burg in den 1990er Jahren renovierte und ein Gästehaus unterbrachte. Im Juni 2010 sind dort das Bonner Geburtshaus und das Zentrum für Primärgesundheit eingezogen.